# Septembre 1838

## Événements
- Le gouvernement français masse des troupes à la frontière helvétique pour forcer la Suisse à expulser Louis-Napoléon Bonaparte.
- Portugal : les Cortès élaborent, sur un fond de tentatives de coups d’État, une constitution libérale. C’est un texte de compromis, imposé aux Cortès par Sà da Bandeira (1795-1876), qui maintient la séparation des pouvoirs, supprime le pouvoir « modérateur » du roi, établit le bicaméralisme et le droit de veto absolu du roi.

- 20 septembre :
  - Louis-Napoléon Bonaparte, qui séjourne en Suisse après avoir passé deux mois en Amérique, accepte de gagner l'Angleterre;
  - mort d'Albertine de Broglie, fille de Madame de Staël.

- 22 septembre, France : article de Joseph Arthur de Gobineau dans la Gazette de France sur la littérature persane. Le même journal en publiera deux autres, le 14 octobre et le 23 novembre.

## Naissances
- 2 septembre : Liliʻuokalani, dernière reine hawaiienne, renversée par des planteurs américains en 1893 († 11 novembre 1917).
- 12 septembre : Arthur Auwers (mort en 1915), astronome allemand.
- 13 septembre : Otto Benndorf (mort en 1907), archéologue classique allemand.
- 18 septembre : Anton Mauve, peintre néerlandais († 5 février 1888).

## Décès
- 1er septembre : William Clark, explorateur américain (° 1770).
- 5 septembre : Charles Percier, architecte français (° 22 août 1764).
- 27 septembre : Bernard Courtois (né en 1777), salpêtrier et chimiste français.
- 29 septembre : Pierre-Dominique Bazaine (né en 1786), scientifique et officier ingénieur du génie français.